# Cryptocala
Cryptocala is een geslacht van vlinders van de familie uilen (Noctuidae), uit de onderfamilie Noctuinae.

## Soorten
- C. acadiensis Bethune-Baker, 1869
- C. chardinyi (Boisduval, 1829)